# رودخانه مامر
رودخانه مامر (به انگلیسی: Mamer (river)) رودخانه‌ای است که در لوکزامبورگ جریان دارد.